# Хавронюк Микола Іванович
Хавронюк Микола Іванович — український правознавець-кримінолог. Доктор юридичних наук (2008), професор (2011), заслужений юрист України (2007), професор кафедри кримінального та кримінального процесуального права Національного університету «Києво-Могилянська академія» (з 2017), директор з наукового розвитку і член правління Центру політико-правових реформ (з 2012).

## Біографія
Народився 24 травня 1961 року (село Гостра Могила Ставищенського району Київської області). 
Освіта: юридичний факультет Військового інституту Міністерства оборони СРСР, 1983.

## Професійна діяльність
1983–1993 — слідчий, старший слідчий, помічник, заступник військового прокурора, військовий прокурор слідчого відділу (Прикарпатський, Забайкальський, Київський військові округи).
1993–1999 — викладач, старший викладач, заступник начальника спецкафедри Національної академії Служби безпеки України. Полковник запасу Служби безпеки України.
1999–2006 — завідувач відділу з питань національної безпеки, оборони, правоохоронної діяльності та боротьби із злочинністю Головного науково-експертного управління Апарату Верховної Ради України.
2006–2012 — начальник управління законодавчого забезпечення, заступник керівника апарату — начальник правового управління, заступник керівника апарату Верховного Суду України. Вчений секретар (2007–2011) і Голова (2011–2014) Науково-консультативної ради при Верховному Суді України, представник Верховного Суду України в Конституційному Суді України. 
Державний службовець ІІІ рангу.
2012–2017 — професор кафедри кримінального права та кримінології юридичного факультету Київського національного університету імені Тараса Шевченка.
За сумісництвом: професор Національної академії внутрішніх справ (2002–2004); старший науковий співробітник Наукової лабораторії дослідження злочинності проти прав і свобод людини і громадянина (м. Київ) Інституту вивчення проблем злочинності Національної академії правових наук України (2009–2012); професор Львівського державного університету внутрішніх справ (з 2006); професор Національного університету «Києво-Могилянська академія» (2015–2017).
Експерт Управління з наркотиків і злочинності Організації Об'єднаних Націй, експерт Ради Європи, експерт Організації з безпеки і співробітництва в Європі (ОБСЄ), експерт Програми USAID реформування сектору юстиції «Нове правосуддя».
Член Комісії зі зміцнення демократії та утвердження верховенства права при Президентові України (2011-2015), член Робочої групи Міністерства юстиції України щодо гуманізації кримінального законодавства (2006–2007), член Робочої групи з розробки Стратегії реформування органів прокуратури України при Генеральній прокуратурі України (2014). Позаштатний консультант Комітету Верховної Ради України з питань законодавчого забезпечення правоохоронної діяльності (з 2007 р.). Член Громадської експертної ради при Комітеті Верховної Ради України з питань боротьби з організованою злочинністю і корупцією (2013-2014). Член Відкритої громадської платформи розвитку української системи безоплатної правової допомоги при Координаційному центрі з надання правової допомоги (2014-2017). Член Цільової команди реформ у сфері оновлення влади та антикорупційної реформи при Міністерстві юстиції України (2015-2017). Член Робочої групи Верховної Ради України з питань удосконалення законодавчого забезпечення державної антикорупційної політики в Україні «Антикорупційний порядок денний» (2015-2017). Голова Науково-консультативної ради при Державному бюро розслідувань (2018-2019). Член Науково-консультативної ради при Конституційному Суді України (з 2019). Член Національної ради з питань антикорупційної політики при Президентові України (з 2015). Член Комісії з питань правової реформи при Президентові України, заступник голови робочої групи з питань розвитку кримінального права (з 2019).
Головний редактор наукового журналу «Підприємництво, господарство і право» (1998-2015), член редколегій журналів «Наше право» (з 2008), «Публічне право» (з 2011), «Wojskowy Przeglad Prawniczy» (з 2013), «Слово Національної школи суддів України» (з 2014), "Вісник кримінального судочинства" (з 2015), "Право.UA" (з 2015), "Наука і правоохорона" (з 2015), "Наукові записки НаУКМА. Юридичні науки" (з 2018).
Співавтор багатьох проектів законів України з питань кримінального, кримінально-процесуального, адміністративного і конституційного права. Найбільш відомі з них: «Про боротьбу з корупцією» (1995), «Про внесення змін до Кримінального та Кримінально-процесуального кодексів України щодо гуманізації кримінальної відповідальності» (2008), «Про прокуратуру» (2014), «Про Національне антикорупційне бюро України» (зокрема в частині змін до КК України) (2014), «Про внесення змін до деяких законодавчих актів України щодо забезпечення діяльності Національного антикорупційного бюро та Національного агентства з питань запобігання корупції» (2015), «Про поліцію і поліцейську діяльність» (2015), «Про Державне бюро розслідувань» (2015), "Про внесення змін до деяких законодавчих актів України щодо спрощення досудового розслідування окремих категорій кримінальних правопорушень" (2018), "Про внесення змін до Кримінального та Кримінального процесуального кодексів України щодо відповідальності за незаконне збагачення" (2019), "Про внесення змін до деяких законодавчих актів України щодо імплементації норм міжнародного кримінального та гуманітарного права" (2019).

## Громадська діяльність
Член правління Центру політико-правових реформ (з 2012), член Центральної ради громадської організації «Українське юридичне товариство» (з 2000). Член правління громадської організації «Рух України за мир та злагоду» (з 2016). Експерт антикорупційної та правоохоронної груп громадської спілки «Коаліція Реанімаційний пакет реформ» (з 2016).

## Основні наукові праці
Автор (співавтор) близько 50 монографій, підручників, навчальних посібників і коментарів до законів, понад 250 наукових статей і понад 50 публіцистичних статей в газетах «Дзеркало тижня», «Бізнес», «Юридическая практика», «Юридичний вісник України», «Українська правда» та ін.
Кандидатська дисертація: «Кримінальна відповідальність за перевищення військовою посадовою особою влади чи посадових повноважень» (Інститут держави і права ім. В. М. Корецького НАН України, 1998).
Докторська дисертація: «Кримінальне законодавство України та інших держав континентальної Європи: порівняльний аналіз, проблеми гармонізації» (Київський національний університет внутрішніх справ, 2007).

### Монографії
- «Уголовная ответственность за должностные преступления» (1996, співавт.);

- «Сучасне загальноєвропейське кримінальне законодавство: проблеми гармонізації» (2005);
- «Історія кримінального права європейських країн» (2006);
- «Кримінальне законодавство України та інших держав континентальної Європи: порівняльний аналіз, проблеми гармонізації» (2006);
- «Право споживачів на безпечність продукції: кримінально-правове забезпечення» (2011);
- «Юридична відповідальність: проблеми виключення та звільнення» (2013, співавт.);
- Сучасна кримінально-правова система в Україні: реалії та перспективи (2015, співавт.).

### Підручники та посібники
- «Злочини у сфері підприємництва» (2001, співавт.);
- «Категорії злочинів і санкції Особливої частини КК України: наукові дослідження та деякі висновки» (2001);
- «Правоохоронні органи та правоохоронна діяльність» (2002, співавт.);
- «Дисциплінарні правопорушення і дисциплінарна відповідальність» (2003);
- «Права людини і громадянина» (2004, співавт.);
- «Основи правознавства» (2004 і 2009, співавт.) і «Правознавство» (2010, співавт.);
- «Кримінальне право. Загальна частина» і «Кримінальне право. Особлива частина» (дев'ять видань у 1998–2011, співавт.);
- «Кримінальне право. Загальна частина» (2011, співавт.);
- «Кримінальне право: Навчальний посібник» (2014, співавт.);
- «Відповідальність за домашнє насильство і насильство за ознакою статі» (2019, редактор, співаавт.);
- «Відповідальність за порушення виборчого законодавства: посібник для членів виборчих комісій, поліцейських, слідчих та суддів» (2019, редактор, співаавт.);
- «Корупційні схеми: їх кримінально-правова кваліфікація і досудове розслідування» (2019, редактор, співаавт.).

### Інше
- Хавронюк М.І. Віхи кодифікації кримінального законодавства на українських землях | Новий Кримінальний Кодекс (newcriminalcode.org.ua) [Архівовано 8 травня 2021 у Wayback Machine.]
- Щоб зрозуміти норми нового КК, громадяни муситимуть звертатися до юриста [Архівовано 2 червня 2021 у Wayback Machine.] // Закон і Бізнес N44/2020 31 жовтня — 6 листопада 2020 р.